# フランス映画批評家協会賞
フランス映画批評家協会賞（Syndicat français de la critique de cinéma et des films de télévision）は、フランスの映画賞である。フランス映画批評家協会が1946年から授与している。同協会はカンヌ国際映画祭の国際批評家週間を開催している。

## ジョルジュ・メリエス賞
ジョルジュ・メリエス賞は、その年の最高のフランス映画に贈られる賞で、1946年度から授与されている。
| 開催年 | 題名                                   | 監督                                 |
| ------ | -------------------------------------- | ------------------------------------ |
| 1946年 | 鉄路の闘い                             | ルネ・クレマン                       |
| 1947年 | 沈黙は金                               | ルネ・クレール                       |
| 1948年 | パリ1900年                             | ニコル・ヴェドレス                   |
| 1949年 | 情婦マノン                             | アンリ＝ジョルジュ・クルーゾー       |
| 1950年 | 七月のランデヴー                       | ジャック・ベッケル                   |
| 1951年 | 田舎司祭の日記                         | ロベール・ブレッソン                 |
| 1952年 | 夜ごとの美女                           | ルネ・クレール                       |
| 1953年 | 恐怖の報酬                             | アンリ＝ジョルジュ・クルーゾー       |
| 1954年 | 赤と黒                                 | クロード・オータン＝ララ             |
| 1955年 | 男の争い                               | ジュールズ・ダッシン                 |
| 1956年 | 沈黙の世界                             | ジャック＝イヴ・クストー、ルイ・マル |
| 1956年 | 夜の騎士道                             | ルネ・クレール                       |
| 1957年 | パリ横断                               | クロード・オータン＝ララ             |
| 1957年 | 抵抗 (レジスタンス) - 死刑囚の手記より | ロベール・ブレッソン                 |
| 1958年 | ぼくの伯父さん                         | ジャック・タチ                       |
| 1959年 | 二十四時間の情事                       | アラン・レネ                         |
| 1959年 | 大人は判ってくれない                   | フランソワ・トリュフォー             |
| 1960年 | 勝手にしやがれ                         | ジャン＝リュック・ゴダール           |
| 1960年 | 穴                                     | ジャック・ベッケル                   |
| 1961年 | 去年マリエンバートで                   | アラン・レネ                         |
| 1962年 | 5時から7時までのクレオ                 | アニエス・ヴァルダ                   |
| 1963年 | 審判                                   | オーソン・ウェルズ                   |
| 1964年 | シェルブールの雨傘                     | ジャック・ドゥミ                     |
| 1965年 | 老婆らしからぬ老婆                     | ルネ・アリオ                         |
| 1966年 | 戦争は終った                           | アラン・レネ                         |
| 1966年 | バルタザールどこへ行く                 | ロベール・ブレッソン                 |
| 1967年 | 昼顔                                   | ルイス・ブニュエル                   |
| 1967年 | 少女ムシェット                         | ロベール・ブレッソン                 |
| 1968年 | 夜霧の恋人たち                         | フランソワ・トリュフォー             |
| 1969年 | モード家の一夜                         | エリック・ロメール                   |
| 1970年 | 野性の少年                             | フランソワ・トリュフォー             |
| 1971年 | クレールの膝                           | エリック・ロメール                   |
| 1972年 | ブルジョワジーの秘かな愉しみ           | ルイス・ブニュエル                   |
| 1973年 | アメリカの夜                           | フランソワ・トリュフォー             |
| 1974年 | ルシアンの青春                         | ルイ・マル                           |
| 1975年 | 祭よ始まれ                             | ベルトラン・タヴェルニエ             |
| 1976年 | アデルの恋の物語                       | フランソワ・トリュフォー             |
| 1977年 | プロビデンス                           | アラン・レネ                         |
| 1978年 | Le Dossier 51                          | ミシェル・ドヴィル                   |
| 1979年 | 聖杯伝説                               | エリック・ロメール                   |
| 1980年 | アメリカの伯父さん                     | アラン・レネ                         |
| 1981年 | Coup de torchon                        | ベルトラン・タヴェルニエ             |
| 1981年 | 検察官                                 | クロード・ミレール                   |
| 1982年 | 都会の一部屋                           | ジャック・ドゥミ                     |
| 1983年 | 海辺のポーリーヌ                       | エリック・ロメール                   |
| 1984年 | 満月の夜                               | エリック・ロメール                   |
| 1985年 | ゲームの殺人                           | ミシェル・ドヴィル                   |
| 1985年 | 冬の旅                                 | アニエス・ヴァルダ                   |
| 1986年 | テレーズ                               | アラン・カヴァリエ                   |
| 1987年 | さよなら子供たち                       | ルイ・マル                           |
| 1988年 | 小さな泥棒                             | クロード・ミレール                   |
| 1989年 | 仕立て屋の恋                           | パトリス・ルコント                   |
| 1990年 | La Discrète                            | クリスチャン・ヴァンサン             |
| 1991年 | 美しき諍い女                           | ジャック・リヴェット                 |
| 1992年 | 愛を弾く女                             | クロード・ソーテ                     |
| 1993年 | 巴里の恋愛協奏曲                       | アラン・レネ                         |
| 1994年 | トリコロール/赤の愛                    | クシシュトフ・キェシロフスキ         |
| 1995年 | とまどい                               | クロード・ソーテ                     |
| 1996年 | Capitaine Conan                        | ベルトラン・タヴェルニエ             |
| 1997年 | On connaît la chanson                  | アラン・レネ                         |
| 1998年 | 天使が見た夢                           | エリック・ゾンカ                     |
| 1999年 | La Maladie de Sachs                    | ミシェル・ドヴィル                   |
| 2000年 | 落穂拾い                               | アニエス・ヴァルダ                   |
| 2001年 | アメリ                                 | ジャン＝ピエール・ジュネ             |
| 2002年 | ぼくの好きな先生                       | ニコラ・フィリベール                 |
| 2003年 | Un couple épatant                      | リュカ・ベルヴォー                   |
| 2003年 | Cavale                                 | リュカ・ベルヴォー                   |
| 2003年 | Après la vie                           | リュカ・ベルヴォー                   |
| 2004年 | キングス&クイーン                      | アルノー・デプレシャン               |
| 2005年 | 真夜中のピアニスト                     | ジャック・オーディアール             |
| 2006年 | 六つの心                               | アラン・レネ                         |
| 2007年 | クスクス粒の秘密                       | アブデラティフ・ケシシュ             |
| 2008年 | アニエスの浜辺                         | アニエス・ヴァルダ                   |
| 2009年 | 預言者                                 | ジャック・オーディアール             |
| 2010年 | 神々と男たち                           | グザヴィエ・ボーヴォワ               |
| 2011年 | 大臣と影の男                           | ピエール・ショレール                 |
| 2012年 | 愛、アムール                           | ミヒャエル・ハネケ                   |
| 2013年 | アデル、ブルーは熱い色                 | アブデラティフ・ケシシュ             |
| 2014年 | Timbuktu                               | アブデラマン・シサコ                 |
| 2015年 | Fatima                                 | フィリップ・フォコン                 |
| 2016年 | エル ELLE                              | ポール・バーホーベン                 |
| 2017年 | BPM ビート・パー・ミニット             | ロバン・カンピヨ                     |

## 外国語映画賞
| 開催年 | 題名                             | 監督                                                           | 製作国                   |
| ------ | -------------------------------- | -------------------------------------------------------------- | ------------------------ |
| 1967年 | 欲望                             | ミケランジェロ・アントニオーニ                                 | イタリア                 |
| 1968年 | Csillagosok、katonák             | ヤンチョー・ミクローシュ                                       | ハンガリー               |
| 1969年 | ローズマリーの赤ちゃん           | ロマン・ポランスキー                                           | アメリカ合衆国           |
| 1970年 | アンドレイ・ルブリョフ           | アンドレイ・タルコフスキー                                     | ソビエト連邦             |
| 1971年 | ベニスに死す                     | ルキノ・ヴィスコンティ                                         | イタリア                 |
| 1972年 | フェリーニのローマ               | フェデリコ・フェリーニ                                         | イタリア                 |
| 1973年 | 家庭生活                         | ケン・ローチ                                                   | イギリス                 |
| 1974年 | フェリーニのアマルコルド         | フェデリコ・フェリーニ                                         | イタリア                 |
| 1975年 | アギーレ/神の怒り                | ヴェルナー・ヘルツォーク                                       | 西ドイツ                 |
| 1976年 | カラスの飼育                     | カルロス・サウラ                                               | スペイン                 |
| 1977年 | デルス・ウザーラ                 | 黒澤明                                                         | ソビエト連邦             |
| 1978年 | 木靴の樹                         | エルマンノ・オルミ                                             | イタリア                 |
| 1979年 | オーケストラ・リハーサル         | フェデリコ・フェリーニ                                         | イタリア                 |
| 1980年 | エボリ                           | フランチェスコ・ロージ                                         | イタリア                 |
| 1981年 | エレファント・マン               | デヴィッド・リンチ                                             | アメリカ合衆国           |
| 1982年 | サン★ロレッツォの夜              | タヴィアーニ兄弟                                               | イタリア                 |
| 1982年 | 路                               | ユルマズ・ギュネイ                                             | トルコ                   |
| 1983年 | ファニーとアレクサンデル         | イングマール・ベルイマン                                       | スウェーデン             |
| 1984年 | パリ、テキサス                   | ヴィム・ヴェンダース                                           | 西ドイツ                 |
| 1985年 | カイロの紫のバラ                 | ウディ・アレン                                                 | アメリカ合衆国           |
| 1986年 | ハンナとその姉妹                 | ウディ・アレン                                                 | アメリカ合衆国           |
| 1987年 | ベルリン・天使の詩               | ヴィム・ヴェンダース                                           | 西ドイツ                 |
| 1988年 | バグダッド・カフェ               | パーシー・アドロン                                             | 西ドイツ                 |
| 1988年 | ザ・デッド/「ダブリン市民」より  | ジョン・ヒューストン                                           | アメリカ合衆国           |
| 1989年 | 愛に関する短いフィルム           | クシシュトフ・キェシロフスキ                                   | ポーランド               |
| 1990年 | デカローグ                       | クシシュトフ・キェシロフスキ                                   | ポーランド               |
| 1991年 | ふたりのベロニカ                 | クシシュトフ・キェシロフスキ                                   | ポーランド               |
| 1992年 | ありふれた事件                   | レミー・ベルヴォー、アンドレ・ボンゼル、ブノワ・ポールヴールド | ベルギー                 |
| 1992年 | 秋菊の物語                       | チャン・イーモウ                                               | 中国                     |
| 1993年 | レイニング・ストーンズ           | ケン・ローチ                                                   | イギリス                 |
| 1994年 | エキゾチカ                       | アトム・エゴヤン                                               | カナダ                   |
| 1995年 | 大地と自由                       | ケン・ローチ                                                   | イギリス                 |
| 1995年 | ユリシーズの瞳                   | テオ・アンゲロプロス                                           | ギリシャ                 |
| 1996年 | 秘密と嘘                         | マイク・リー                                                   | イギリス                 |
| 1997年 | HANA-BI                          | 北野武                                                         | 日本                     |
| 1998年 | ライフ・イズ・ビューティフル     | ロベルト・ベニーニ                                             | イタリア                 |
| 1999年 | アイズ・ワイド・シャット         | スタンリー・キューブリック                                     | アメリカ合衆国           |
| 2000年 | ヤンヤン 夏の想い出              | エドワード・ヤン                                               | 台湾                     |
| 2001年 | ノー・マンズ・ランド             | ダニス・タノヴィッチ                                           | ボスニア・ヘルツェゴビナ |
| 2002年 | トーク・トゥ・ハー               | ペドロ・アルモドバル                                           | スペイン                 |
| 2003年 | エレファント                     | ガス・ヴァン・サント                                           | アメリカ合衆国           |
| 2004年 | ロスト・イン・トランスレーション | ソフィア・コッポラ                                             | アメリカ合衆国           |
| 2005年 | ヒストリー・オブ・バイオレンス   | デヴィッド・クローネンバーグ                                   | アメリカ合衆国           |
| 2006年 | ボルベール〈帰郷〉               | ペドロ・アルモドバル                                           | スペイン                 |
| 2007年 | 善き人のためのソナタ             | フロリアン・ヘンケル・フォン・ドナースマルク                   | ドイツ                   |
| 2008年 | ゼア・ウィル・ビー・ブラッド     | ポール・トーマス・アンダーソン                                 | アメリカ合衆国           |
| 2009年 | 白いリボン                       | ミヒャエル・ハネケ                                             | オーストリア             |
| 2010年 | 家族の庭                         | マイク・リー                                                   | イギリス                 |
| 2011年 | メランコリア                     | ラース・フォン・トリアー                                       | デンマーク               |
| 2012年 | 熱波                             | ミゲル・ゴメス                                                 | ポルトガル               |
| 2013年 | 罪の手ざわり                     | ジャ・ジャンクー                                               | 中国                     |
| 2014年 | 雪の轍                           | ヌリ・ビルゲ・ジェイラン                                       | トルコ                   |
| 2015年 | サウルの息子                     | ネメシュ・ラースロー                                           | ハンガリー               |
| 2016年 | アクエリアス                     | クレーベル・メンドンサ・フィーリョ                             | ブラジル                 |
| 2017年 | ラブレス                         | アンドレイ・ズビャギンツェフ                                   | ロシア                   |